# باول رانكين
باول رانكين (بالإنجليزية: Paul Rankin)‏ هو طاهي بريطاني، ولد في 1 أكتوبر 1959 في غلاسكو في المملكة المتحدة.